# Пайк (округ, Індіана)
Шаблон:StateAbbr_ 38°24′ пн. ш. 87°14′ зх. д. / 38.4° пн. ш. 87.23° зх. д.
Округ Пайк (англ. Pike County) — округ (графство) у штаті Індіана, США. Ідентифікатор округу 18125.

## Історія
Округ утворений 1816 року.

## Демографія
За даними перепису
2000 року
загальне населення округу становило 12837 осіб, зокрема міського населення було 2620, а сільського — 10217.
Серед мешканців округу чоловіків було 6414, а жінок — 6423. В окрузі було 5119 господарств, 3682 родин, які мешкали в 5611 будинках.
Середній розмір родини становив 2,94.
Віковий розподіл населення поданий у таблиці:
| Стать    | До 15 років | 15-21 | 22-29 | 30-39 | 40-49 | 50-65 | 65-85 | Понад 85 |
| -------- | ----------- | ----- | ----- | ----- | ----- | ----- | ----- | -------- |
| Чоловіки | 1331        | 609   | 581   | 963   | 975   | 1137  | 742   | 76       |
| Жінки    | 1212        | 515   | 558   | 886   | 965   | 1141  | 974   | 172      |

## Суміжні округи
- Дейвісс — північний схід
- Дюбойс — схід
- Воррік — південь
- Ґібсон — захід
- Нокс — північний захід

## Виноски
1. ↑  U.S. Decennial Census. United States Census Bureau. Архів оригіналу за 4 квітня 2018. Процитовано 10 липня 2014.
2. ↑  Historical Census Browser. University of Virginia Library. Архів оригіналу за 11 серпня 2012. Процитовано 10 липня 2014.
3. ↑  Population of Counties by Decennial Census: 1900 to 1990. United States Census Bureau. Архів оригіналу за 4 жовтня 2014. Процитовано 10 липня 2014.
4. ↑  Census 2000 PHC-T-4. Ranking Tables for Counties: 1990 and 2000 (PDF). United States Census Bureau. Архів оригіналу (PDF) за 18 грудня 2014. Процитовано 10 липня 2014.
5. ↑  Pike County QuickFacts. Бюро перепису населення США. Архів оригіналу за 22 липня 2011. Процитовано 25 вересня 2011.(англ.) Наведено за англійською вікіпедією.
6. ↑  American FactFinder. Бюро перепису населення США. Архів оригіналу за 26 лютого 2012. Процитовано 31 січня 2008.

| США | Це незавершена стаття з географії США. Ви можете допомогти проєкту, виправивши або дописавши її. |